# Scott Darling (hockey sur glace)
Scott Darling (né le 22 décembre 1988 à Newport News dans l'État de Virginie aux États-Unis) est un joueur professionnel américain de hockey sur glace. Il évolue au poste de gardien de but,.

## Biographie

### Débuts
Né à Newport News en Virginie, il a tout d'abord vécu dans l'État de Washington puis en Alabama avant que sa famille s'établisse à Lemont, située en banlieue de Chicago. Après avoir évolué pour les Selects de Capital District de l'Eastern Hockey League (EHL) en 2006-2007, il est repêché par les Coyotes de Phoenix au 153e rang lors du repêchage d'entrée dans la LNH 2007. Il joue une saison avec le Ice de l'Indiana en USHL avant rejoindre en 2008 l'Université du Maine et son équipe des Black Bears. Il est expulsé par l'équipe au bout de deux saisons pour avoir enfreint plusieurs fois le code de conduite de l'école.

### Débuts professionnels
Durant l'été 2010, il se présente au camp d'entraînement des Coyotes. Mal en point, il est libéré de l'équipe en raison de ses problèmes d'attitude et de son surpoids. Il débute au niveau professionnel en 2010-2011 alors qu'il s'aligne pour les IceGators de la Louisiane de la Southern Professional Hockey League (SPHL). Les IceGators sont bons derniers de la ligue et mettent Darling à la porte à cause de ses problèmes d'alcoolisme.
Ayant des problèmes d'anxiété sociale, il décide de se prendre en main en 2011 et arrête de boire. Il joue les saisons suivantes dans les ligues mineures, dont notamment l'ECHL, puis après avoir signé en septembre 2013 un contrat avec les Admirals de Milwaukee de la Ligue américaine de hockey (LAH), filiale des Predators de Nashville, il connaît une bonne saison avec l'équipe en affichant un dossier de 13-6-2, six blanchissages, une moyenne de 2,00 buts encaissés par match et un taux d'arrêts à 93,3 %.

### La LNH
Le 1er juillet 2014, il signe son premier contrat dans la LNH avec les Blackhawks de Chicago qui est une entente d'un an à deux volets. Il commence la saison avec les IceHogs de Rockford dans la LAH puis est rappelé par l'équipe à la suite d'une blessure du gardien numéro un de l'équipe Corey Crawford. Il joue son premier match dans la LNH le 26 octobre 2014 contre les Sénateurs d'Ottawa qui est une victoire 2-1 : il est désigné première étoile du match en réalisant 33 arrêts et n'accordant qu'un seul but.
En février 2015, il parvient à intégrer les Blackhawks en tant que second gardien de but, remplaçant Antti Raanta, et prolonge son contrat avec l'équipe pour deux nouvelles saisons.
Lors du premier tour des séries éliminatoires de la Coupe Stanley 2015 contre les Predators de Nashville, il remplace Crawford lors du premier match de la série après qu'il a encaissé trois buts lors du premier tiers-temps. Les Blackhawks marquent trois buts et remportent le match en deuxième période de prolongation alors que Darling ne concède aucun but en arrêtant les 42 tirs auxquels il a fait face. À la suite d'une défaite 6-2 où Crawford gardait les buts, l'entraîneur des Blackhawks Joel Quenneville décide de faire débuter Darling pour le troisième match puis le reste de la série. Il parvient à faire gagner deux matchs pour les Blackhawks mais malgré une défaite 5-2 lors du cinquième match, il commence tout de même le sixième match. Il concède toutefois trois buts lors des 11 premières minutes de jeu et est remplacé par Crawford. Les Blackhawks parviennt malgré tout à remporter le match puis la série contre les Predators et gagnent par la suite la Coupe Stanley en battant le Lightning de Tampa Bay 4 matchs à 2 en finale.

## Statistiques

### En club
| Saison     | Équipe                      | Ligue       |     | Saison régulière | Saison régulière | Saison régulière | Saison régulière | Saison régulière | Saison régulière | Saison régulière | Saison régulière | Saison régulière | Saison régulière |   | Séries éliminatoires | Séries éliminatoires | Séries éliminatoires | Séries éliminatoires | Séries éliminatoires | Séries éliminatoires | Séries éliminatoires | Séries éliminatoires | Séries éliminatoires |
| Saison     | Équipe                      | Ligue       | PJ  | V                | D                | Pr/N             | Min              | BC               | Moy              | % Arr            | Bl               | Pun              | PJ               | V | D                    | Min                  | BC                   | Moy                  | % Arr                | Bl                   | Pun                  |                      |                      |
| 2005-2006  | Chicago Young Americans     | MWEHL       | 2   | 0                | 2                | 0                |                  | 10               | 5                |                  | 0                |                  | -                | - | -                    | -                    | -                    | -                    | -                    | -                    | -                    |                      |                      |
| 2005-2006  | Outlaws de l'Iowa du Nord   | NAHL        | 8   | 2                | 4                | 0                | 405              | 28               | 4,15             | 88,8             | 0                | 2                | -                | - | -                    | -                    | -                    | -                    | -                    | -                    | -                    |                      |                      |
| 2006-2007  | Selects de Capital District | EJHL        | 22  | 9                | 9                | 3                | 1 243            | 70               | 3,38             |                  | 1                | 2                | -                | - | -                    | -                    | -                    | -                    | -                    | -                    | -                    |                      |                      |
| 2006-2007  | Outlaws de l'Iowa du Nord   | NAHL        | 1   | 0                | 0                | 0                | 15               | 3                | 12               | 78,6             | 0                | 0                | -                | - | -                    | -                    | -                    | -                    | -                    | -                    | -                    |                      |                      |
| 2007-2008  | Ice de l'Indiana            | USHL        | 42  | 27               | 10               | 3                | 2 391            | 121              | 3,04             | 90,8             | 1                | 4                | 3                | 1 | 2                    |                      | 11                   | 3,69                 | 88,9                 | 0                    | 0                    |                      |                      |
| 2008-2009  | Black Bears du Maine        | Hockey East | 27  | 10               | 14               | 6                | 1 566            | 72               | 2,76             | 89,5             | 3                | 4                | -                | - | -                    | -                    | -                    | -                    | -                    | -                    | -                    |                      |                      |
| 2009-2010  | Black Bears du Maine        | Hockey East | 27  | 15               | 6                | 3                | 1 511            | 78               | 3,1              |                  | 0                | 8                | -                | - | -                    | -                    | -                    | -                    | -                    | -                    | -                    |                      |                      |
| 2010-2011  | IceGators de la Louisiane   | SPHL        | 30  | 6                | 22               | 0                | 1 598            | 102              | 3,83             |                  | 0                | 4                | -                | - | -                    | -                    | -                    | -                    | -                    | -                    | -                    |                      |                      |
| 2011-2012  | Everblades de la Floride    | ECHL        | 1   | 0                | 1                | 0                | 58               | 5                | 5,14             | 77,3             | 0                | 0                | -                | - | -                    | -                    | -                    | -                    | -                    | -                    | -                    |                      |                      |
| 2012-2013  | Nailers de Wheeling         | ECHL        | 32  | 13               | 12               | 6                | 1 819            | 85               | 2,8              | 90,7             | 2                | 14               | -                | - | -                    | -                    | -                    | -                    | -                    | -                    | -                    |                      |                      |
| 2012-2013  | Bulldogs de Hamilton        | LAH         | 1   | 0                | 0                | 0                | 25               | 0                | 0                | 100              | 0                | 0                | -                | - | -                    | -                    | -                    | -                    | -                    | -                    | -                    |                      |                      |
| 2012-2013  | Penguins de WBS             | LAH         | 1   | 0                | 0                | 0                | 25               | 0                | 0                | 100              | 0                |                  | -                | - | -                    | -                    | -                    | -                    | -                    | -                    | -                    |                      |                      |
| 2013-2014  | Admirals de Milwaukee       | LAH         | 26  | 13               | 6                | 8                | 1 347            | 45               | 2                | 93,3             | 6                | 23               | -                | - | -                    | -                    | -                    | -                    | -                    | -                    | -                    |                      |                      |
| 2014-2015  | Blackhawks de Chicago       | LNH         | 14  | 9                | 4                | 0                | 833              | 27               | 1,94             | 93,6             | 1                | 0                | 5                | 3 | 1                    | 298                  | 11                   | 2,21                 | 93,6                 | 0                    | 0                    |                      |                      |
| 2014-2015  | IceHogs de Rockford         | LAH         | 26  | 14               | 8                | 4                | 1 419            | 52               | 2,2              | 92,7             | 2                | 4                | -                | - | -                    | -                    | -                    | -                    | -                    | -                    | -                    |                      |                      |
| 2015-2016  | Blackhawks de Chicago       | LNH         | 29  | 12               | 8                | 4                | 1 560            | 67               | 2,58             | 91,5             | 1                | 0                | -                | - | -                    | -                    | -                    | -                    | -                    | -                    | -                    |                      |                      |
| 2016-2017  | Blackhawks de Chicago       | LNH         | 32  | 18               | 5                | 5                | 1 689            | 67               | 2,38             | 92,4             | 2                | 0                | -                | - | -                    | -                    | -                    | -                    | -                    | -                    | -                    |                      |                      |
| 2017-2018  | Hurricanes de la Caroline   | LNH         | 43  | 13               | 21               | 7                | 2 476            | 131              | 3,18             | 88,8             | 0                | 0                | -                | - | -                    | -                    | -                    | -                    | -                    | -                    | -                    |                      |                      |
| 2018-2019  | Checkers de Charlotte       | LAH         | 14  | 5                | 8                | 0                | 742              | 42               | 3,40             | 88,2             | 0                | 0                | -                | - | -                    | -                    | -                    | -                    | -                    | -                    | -                    |                      |                      |
| 2018-2019  | Hurricanes de la Caroline   | LNH         | 8   | 2                | 4                | 2                | 486              | 27               | 3,33             | 88,4             | 0                | 0                | -                | - | -                    | -                    | -                    | -                    | -                    | -                    | -                    |                      |                      |
| 2019-2020  | HC TWK Innsbruck            | EBEL        | 33  |                  |                  |                  |                  |                  | 3,34             | 89,8             |                  |                  | -                | - | -                    | -                    | -                    | -                    | -                    | -                    | -                    |                      |                      |
| 2020-2021  | IceHogs de Rockford         | LAH         | 1   | 0                | 1                | 0                |                  |                  | 5                | 81,5             | 0                |                  | -                | - | -                    | -                    | -                    | -                    | -                    | -                    | -                    |                      |                      |
| Totaux LNH | Totaux LNH                  | Totaux LNH  | 126 | 54               | 42               | 18               | 7 042            | 319              | 2,72             | 90,8             | 4                | 0                | 5                | 3 | 1                    | 298                  | 11                   | 2,21                 | 93,6                 | 0                    | 0                    |                      |                      |

### En équipe nationale
| Année | Équipe     | Compétition          |   | PJ | V | D  | Min | BC   | Moy  | % Arr | Bl | Pun                |  | Résultat |
| 2018  | États-Unis | Championnat du monde | 2 |    |   | 80 | 3   | 2,25 | 87,0 | 0     |    | Médaille de bronze |  |          |

## Récompenses
- 2014-2015 : champion de la Coupe Stanley avec les Blackhawks de Chicago